# 中長者町通
中長者町通（なかちょうじゃまちどおり）は京都市上京区の東西の通りの一つ。上長者町通と下長者町通にはさまれ、延長およそ400m。京都御苑からやや西に幹線道路を入った、市街地中心部の商店、事務所、住宅の混在する地域である。